# Stedelijk Museum Hoogstraten

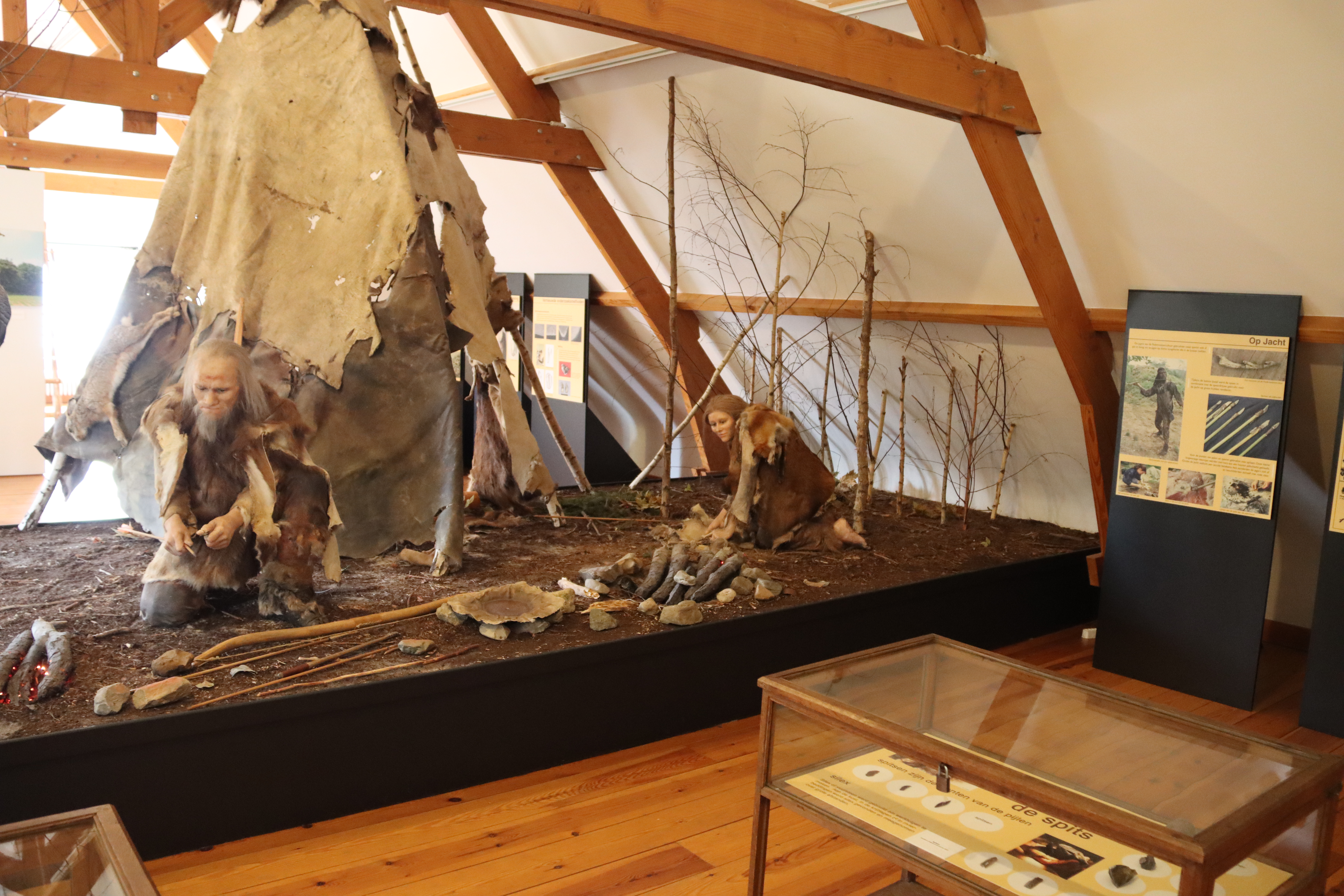

Het Stedelijk Museum Hoogstraten is een museum gelegen in het begijnhof van Hoogstraten. Op 24 april 1999 opende het museum zijn deuren in het gerestaureerde conventshuis (nr. 9) en de twee aanpalende woningen (nrs. 10 en 11). Het museum is ontstaan uit het “Heilig Bloed Volksmuseum” en het "Oudheidkundig museum", opgericht door Hoogstratense Oudheidkundige Kring (HOK).
In het Stedelijk Museum is een vaste opstelling over de geschiedenis van Hoogstraten. Er worden vier tentoonstellingen per jaar georganiseerd, telkens rond een wisselend thema.